# 高野渚
高野 渚（たかの なぎさ、2002年4月15日 - ）は、日本の女優。大阪府出身。吉本興業所属。過去にスタジアムプロモーションに所属していた。

## 経歴
2019年 吉本興業主催「吉本美笑女グランプリ」 初代グランプリ受賞。
2歳からモデルを始め数多くの広告やカタログ、雑誌等に出演。
2017年、講談社主催「ミスiD2017」ファイナリスト受賞。その後アイドルとしてメジャーデビューし発売したすべてのCDがテレビアニメの主題歌や映画の挿入歌などに起用された。ユニット名Wi-Fi-5（ワイファイファイブ）。
なにわ男子の道枝駿佑と長尾謙杜とは同じ高校のクラスメイトだった。

## 出演番組

### バラエティ
- 新春生放送!東西笑いの殿堂生放送（2020年1月3日、2021年1月3日、NHK）
- 春一番!笑売繁盛生放送（2020年1月4日、2021年1月4日、MBS毎日放送）
- 関西発!才能発掘TV マンモスター（2019年11月-2020年3月、MBS毎日放送）レギュラー
- ミキBASE〜いいね！で応援〜（2020年4月-、MBS毎日放送）レギュラー
- 浜ちゃんが!（2020年5月13日、読売テレビ、5月27日、日本テレビ）
- 和牛の以上現場からお伝えしました（2020年12月15日、関西テレビ）
- ワイドナショー（2020年2月16日、8月23日、12月13日、2021年3月7日、5月16日、フジテレビ）
- 岡村隆史の花の駐在さん（2023年1月2日、2024年1月2日、ABC朝日放送）

### テレビドラマ
- 女子高生の無駄づかい（2020年、テレビ朝日） - ボンド 役
- 異世界居酒屋のぶ（2020年、WOWOW） - 町娘 役
- 真夏の少年（2020年、テレビ朝日） - 市川唯香 役(出席番号１番)
- 極主夫道（2020年、日本テレビ 読売テレビ） - 女子高生 役
- 監察医朝顔（2021年、フジテレビ） - 桑原志保 役
- 青天を衝け（2021年、NHK） - よね 役
- 日本沈没-希望のひと- 第8話（2021年12月5日、TBS）- 女性会社員 役
- 正直不動産スペシャル（2024年、NHK総合・NHK BSプレミアム4K） - 竹中亜美 役[6]
  - 正直不動産2（2024年、NHK総合・NHK BSプレミアム4K）[6]
- 松本清張ドラマスペシャル 第一夜「顔」（2024年1月3日、テレビ朝日）
- 婚活1000本ノック 第6話（2024年2月21日、フジテレビ）
- しょせん他人事ですから 〜とある弁護士の本音の仕事（2024年7月19日 - 9月13日、テレビ東京）
- 聞き耳探偵 金田いち子（2025年3月29日、BS朝日）

### 映画
- 地獄少女（2019年11月15日公開、監督 白石晃士）
- 砕け散るところを見せてあげる（2021年4月9日公開、監督 SABU）
- 東京リベンジャーズ2 血のハロウィン編 -運命-（2023年4月21日公開、監督英　勉）
- 交換ウソ日記（2023年7月7日公開、監督竹村謙太郎）
- カゴのナカのキズナ（2023年9月9日公開、監督 新井裕貴）
- 金子差入店（2025年5月16日公開／古川豪監督、ショウゲート）

### 配信映画
- ショート・プログラム（2022年3月1日、Amazonプライム・ビデオ）
- 余命一年の僕が、余命半年の君と出会った話。（2024年6月27日、三木孝浩監督、Netflix）
- Broken Rage（2025年２月14日、北野武監督、 Netflix）

### 舞台
- 心は孤独なアトム

（■東京公演■期間 2018年1月24日(水)〜28日(日) THEATER：シアターグリーン BIG TREE THEATER）
（■大阪公演■期間 2018年2月3日(土)〜4日(日) THEATER：大阪市立芸術創造館）-ウラン役
- へなちょこヴィーナス

（■日程：2018年3月21日(水祝)〜25日(日) ■THEATER：ワーサルシアター）-主演みどり役
- スリーアウト！〜ホームラン編（2019年6月7日 - 6月16日 新宿村LIVE）-エースピッチャー仁希役
- 嘘つきの世界（2021年9月23日 - 9月26日 CBGKシブゲキ!!）-あかり役
- 海街diary（■東京公演■2022年3月30日 - 4月3日 シアターサンモール、■大阪公演■ 2022年4月9日 - 10日 ABCホール）-アライミキ役
- RAVE塾（2022年6月2日 - 6月5日 CBGKシブゲキ!!）-お笑い研究会山野役
- 篝火に浮かぶ鬼灯（2022年8月4日 - 8月8日 コフレリオ新宿シアター）-帰国子女メアリー役
- 暗闇のレクイエム（2022年10月19日 - 10月23日 シアターグリーンBOX in BOX THEATER）-幸子役
- 岡村隆史の花の駐在さん（2022年12月21日 COOL JAPAN PARK OSAKA TTホール）-居酒屋アルバイト店員役
- 沙也可〜海峡を越えた愛（2023年2月16日 - 2月19日 ABCホール）-李英愛(イ・ヨンエ)役
- 幕が上がる（2023年7月12日 - 17日、池袋サンシャイン劇場）- -成田さん 役
- ハザカイキ（2024年3月31日 - 4月22日、THEATER MILANO-Za / 4月27日 - 5月6日、森ノ宮ピロティホール）
- ナイトーシンジュク・トラップホール（2024年7月16日 - 21日、新宿シアタートップス）[7]-主演カスミ役
- リア王2024（2024年8月29日 - 9月2日、三越劇場）[8]

### ラジオ
- エフエム大阪 赤maru（2020年1月6日）
- YES-fm オンスト（2020年1月7日）

### CM
- COOL JAPAN PARK OSAKA（2019年12月一）
- アークエンジェル（2021年）

### MV
- MAY’S「CHEER GIRL」（2017年）
- SEVENCOLORS「 Living Free」(2025年)

### 雑誌
- 関西ウォーカー（KADOKAWA）
- BRODY（白夜書房）
- 週刊プレイボーイ（集英社）
- CM NOW（玄光社）
- ヤングチャンピオン（秋田書店）